# Artimpaza sausai
Artimpaza sausai är en skalbaggsart som beskrevs av Holzschuh 1995. Artimpaza sausai ingår i släktet Artimpaza och familjen långhorningar. Inga underarter finns listade.